# Anthony Willis
Anthony Willis, detto Tony (Liverpool, 17 giugno 1960), è un ex pugile britannico.

## Palmarès
- Giochi olimpici

Mosca 1980: bronzo nei pesi super-leggeri.